# 囲米
囲い米（かこいまい）とは、江戸時代に江戸幕府及び諸藩・町村が米などの穀物を予め社倉、義倉に貯蔵して万が一に備えた制度。囲籾（かこいもみ）・囲穀（いこく）・置き米（おきごめ）などの異称がある。

## 概要
江戸幕府は初期より城米などの穀物の備蓄制度を行っており、これが囲米の原点と言えるが、当時は政情が不安定であり、専ら軍事的な事態に備えた兵糧米備蓄の意味があった。
備荒（飢饉救済）や米価調節を目的としたものとしては、明暦元年（1655年）に会津藩主保科正之が領内で行った社倉が先駆とされている。江戸幕府も社会の安定とともに囲米を災害対策に転じるようになり、天和3年（1683年）には諸藩に対しても囲米を命じた。以後、町村に対しても同様の措置が奨励され、寛政の改革の際には江戸の各町に対して七分積金が命じられた。天保14年（1843年）には江戸の七分積金による囲米が23万石、諸藩の囲米が88万石あったとされている。幕末になると、単に備蓄するのみならず、都市整備や産業振興のための貸付の元手としても活用されるようになった。